# Коралас
Коралас (каз. Қоралас) — село в Келесском районе Туркестанской области Казахстана. Входит в состав Ушкынского сельского округа. Код КАТО — 515483300.

## Население
В 1999 году население села составляло 194 человека (92 мужчины и 102 женщины). По данным переписи 2009 года, в селе проживало 648 человек (341 мужчина и 307 женщин).